# Memoriał Mariana Rosego 1979 (II turniej)
Memoriał Mariana Rosego 1979 – 6. edycja turnieju żużlowego, który miał na celu upamiętnienie polskiego żużlowca Mariana Rosego, który zginął tragicznie w 1970 roku, odbyła się 13 października 1979 roku w Toruniu. Turniej wygrał Eugeniusz Miastkowski.

## Wyniki
- Toruń, 13 października 1979
- NCD: Jan Ząbik – 71,80 w wyścigu 14
- Sędzia: Roman Cheładze

| Msc. | Zawodnik                   | Klub         | Pkt  |               |  |
| ---- | -------------------------- | ------------ | ---- | ------------- |  |
| 1    | Eugeniusz Miastkowski      | Toruń        | 14   | (2,3,3,3,3)   |  |
| 2    | Jan Ząbik                  | Toruń        | 13+3 | (3,3,2,3,2)   |  |
| 3    | Eugeniusz Błaszak          | Gniezno      | 13+2 | (3,2,3,2,3)   |  |
| 4    | Wojciech Żabiałowicz       | Toruń        | 12   | (2,2,2,3,3)   |  |
| 5    | Marek Ziarnik              | Bydgoszcz    | 10   | (3,3,0,2,2)   |  |
| 6    | Bogusław Nowak             | Gorzów Wlkp. | 9    | (2,1,3,2,1)   |  |
| 7    | Bolesław Gorczyca          | Wrocław      | 8    | (2,1,3,1,1)   |  |
| 8    | Zygmunt Słowiński          | Toruń        | 7    | (3,1,0,3,0)   |  |
| 9    | Wojciech Kaczmarek         | Gniezno      | 7    | (1,2,2,0,2)   |  |
| 10   | Andrzej Maroszek           | Bydgoszcz    | 6    | (1,0,2,1,2)   |  |
| 11   | Bolesław Proch             | Gorzów Wlkp. | 5    | (1,2,1,1,d)   |  |
| 12   | Janusz Plewiński           | Toruń        | 3    | (1,0,1,0,1)   |  |
| 13   | Wiesław Ośkiewicz          | Grudziądz    | 3    | (0,1,1,0,1)   |  |
| 14   | Henryk Jasek               | Wrocław      | 0    | (0,0)         |  |
| 15   | Marek Makowski             | Toruń        | 0    | (0)           |  |
| 16   | Roman Kościecha            | Grudziądz    | 0    | (0,0,0,ns,ns) |  |
|      | rez. Krzysztof Kwiatkowski | Toruń        |      | (3,1,2,3,ns)  |  |
|      | rez. Marek Kończykowski    | Toruń        |      | (ns, ns, ns)  |  |

Bieg po biegu
1. [72,00] Błaszak, Żabiałowicz, Proch, Jasek
2. [72,40] Ząbik, Gorczyca, Kaczmarek, Makowski
3. [73,40] Słowiński, Miastkowski, Plewiński,
4. [72,00] Ziarnik, Nowak, Maroszek, Kościecha
5. [72,20] Ząbik, Żabiałowicz, Słowiński, Maroszek
6. [72,80] Kwiatkowski, Błaszak, Nowak, Plewiński
7. [72,80] Miastkowski, Proch, Gorczyca, Kościecha
8. [73,20] Ziarnik, Kaczmarek, Ośkiewicz, Jasek
9. [73,40] Miastkowski, Żabiałowicz, Kwiatkowski, Ziarnik
10. [72,40] Błaszak, Ząbik, Ośkiewicz, Kościecha
11. [73,20] Nowak, Kaczmarek, Proch, Słowiński
12. [73,40] Gorczyca, Maroszek, Plewiński, Kończykowski (ns)
13. [72,60] Żabiałowicz, Nowak, Gorczyca, Ośkiewicz
14. [72,20] Miastkowski, Błaszak, Maroszek, Kaczmarek
15. [71,80] Ząbik, Ziarnik, Proch, Plewiński
16. [74,60] Słowiński, Kwiatkowski, Kościecha (ns), Kończykowski (ns)
17. [73,00] Żabiałowicz, Kaczmarek, Plewiński, Kościecha (ns)
18. [72,60] Błaszak, Ziarnik, Gorczyca, Słowiński
19. [76,00] Kwiatkowski, Maroszek, Ośkiewicz, Proch (d)
20. [72,80] Miastkowski, Ząbik, Nowak, Kwiatkowski (ns), Kończykowski (ns)

### Bieg dodatkowy o 2. miejsce
1. Ząbik, Błaszak